# OTO Melara 76 mm
OTO Melara 76 mm – armata morska zaprojektowana i budowana przez włoski koncern zbrojeniowy OTO Melara. Pierwszą była armata OTO Melara 76/62C, która następnie ewoluowała w kierunku modeli 76/62 SR i 76/62 Strales. Armata OTO Melara 76 mm Compatto może być – z racji swych rozmiarów – instalowana na relatywnie małych okrętach, jak korweta, awizo czy okręt patrolowy. Wysoka szybkostrzelność i możność korzystania z wyspecjalizowanej amunicji czyni armatę zdolną do wykonywania różnych zadań, jak krótkodystansowa obrona przeciwrakietowa i przeciwlotnicza, a także ostrzał celów naziemnych i nawodnych. Na wyspecjalizowaną amunicję składają się pociski przeciwpancerne, zapalające, burzące i kierowane, zdolne do niszczenia manewrujących rakiet przeciwokrętowych. Od 2001 roku firma oferuje  kopułę systemu stealth.
OTO Melara 76 mm jest szeroko eksportowana, używa jej 60 marynarek wojennych na całym świecie. Uznana została za odpowiedniejszą niż francuska armata morska 100 mm dla zastosowania na wspólnie opracowanych przez Francję i Włochy fregatach rakietowych typu Horizon/Orizzonte i fregatach rakietowych typu FREMM. 27 września 2006 roku Iran ogłosił, że rozpoczął masową produkcję armat okrętowych o nazwie Fajr-27, które są kopiami armat OTO Melara 76 mm.

## Dodatkowe dane
- Chłodzenie: woda morska – woda słodka do mycia
- Zasilanie elektryczne

1. główne trójfazowe 440 V, 60 Hz
2. pomocnicze jednofazowe 115 V, 400 Hz

## Warianty

### Super Rapido
Zaprojektowana we wczesnych latach osiemdziesiątych XX wieku, a produkowana od roku 1988, armata modelu 76/62 SR zdolna do prowadzenia ognia z szybkością 120 pocisków na minutę. Osiągnięto taki wynik, konstruując bardziej wydajny automatyczny podajnik amunicji. W zależności od użytej amunicji (patrz niżej) donośność wynosi od 16 do 40 tysięcy metrów.

### Strales
Marina Militare stosuje Super Rapido z systemem Strales i amunicją DART dla Fast Forty 40 mm CIWS, w roli obrony antyrakietowej zdolnej do przechwycenia kilku poddźwiękowych pocisków rakietowych w odległości od 6000 do 1000 metrów. DART 76 mm ma większy zasięg niż inne CIWS, a marynarka włoska szukała właśnie broni o większym zasięgu.
Niszczyciele rakietowe typu Durand de La Penne początkowo planowano uzbroić w cztery 40-mm podwójne działa Fast Forty, ale zastąpiono je trzema 76 mm Super Rapido. Większy zasięg oznacza, że pojedyncza armata może zestrzelić jedną serią więcej niż jeden pocisk rakietowy i zmniejsza tym samym niebezpieczeństwo rażenia okrętu odłamkami. 76 mm może być również użyta przeciw celom nawodnym jako działo średniego zasięgu.

## Amunicja
Dla zapewnienia wielorakich zadań armaty OTO Melara zaopatruje użytkowników w wachlarz wyspecjalizowanej amunicji, jak.
- HE standardowy (dla wszystkich modeli): waga 6,296 kg, donośność maksymalna 16 km, skuteczna 8 km (4 km plot. przy kącie podniesienia 85°)
- MOM: wielofunkcyjny (Multirole OTO Munition)
- PFF: pocisk przeciwrakietowy
- SAPOM: przeciwpancerny 6,35 kg, donośność 16 km (w wersji SAPOMER: 20 km)
- DART: przeciwlotniczy pocisk kierowany
- Vulcano: 5 kg, donośność maks. 40 km (jest to mniejsza wersja 127 mm Vulcano)[6]

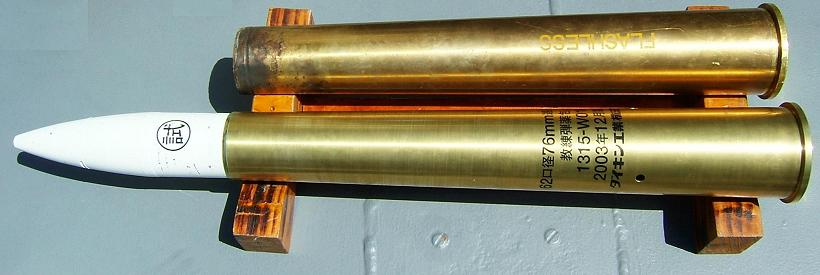
Nabój z pociskiem ćwiczebnym i łuska

Wczesne wersje (Compatto) współdziałały z radarami takimi jak RTN-10X Orion (produkowany przez Selenię, obecnie Selex);
W latach osiemdziesiątych do użycia wszedł bardziej wydajny i elastyczny system, RTN-30X (używany z Dardo-E CIWS, we włoskiej flocie pod nazwą SPG-73), który mógł obsługiwać równocześnie działa kalibru 40, 76 jak i 127 mm oraz pociski rakietowe (Sea Sparrow-Aspide). Ten system wszedł do służby w Marina Militare na krążowniku „Garibaldi” (wprawdzie RTN-30X był używany wcześniej na fregatach rakietowych typu Maestrale, lecz wieże Dardo 40 mm były podporządkowane mniejszym i starszym radarom RTN-20X), ale jeszcze z podwójnymi 40 mm Dardo; podczas gdy pierwszym okrętem z Dardo E i 76 mm Super Rapido był zmodyfikowany niszczyciel rakietowy typu Audace, zaś następnie typu Durand de la Penne. Poza flotą włoską 76/62 były używane z najróżniejszymi systemami kontroli ognia.

### VULCANO
W roku 2009 w OTO Melara wprowadzono do produkcji amunicję VULCANO 76. Generalnie jest to pomniejszona wersja pocisków kierowanych kalibrów 127–155 mm (nawigacja systemami Inertial Navigation System i Global Positioning System). Pociski te są w stanie osiągać cele położone ponad dwukrotnie dalej (40 km) niż zwykła amunicja 76 mm, kierowana sensorami GPS-IMU lub IR czy SALT.

### Inne zastosowanie
Większość podstawowych typów amunicji 76 mm oferowanej przez OTO Melara 76 mm może być używana – po pewnej modyfikacji – przez opancerzony samochód rozpoznawczy opracowany i produkowany w Południowej Afryce, Rooikat. Jest to jedyne działo pojazdu naziemnego zdolne do strzelania amunicją przeznaczoną zasadniczo dla artylerii okrętowej.

## Użytkownicy

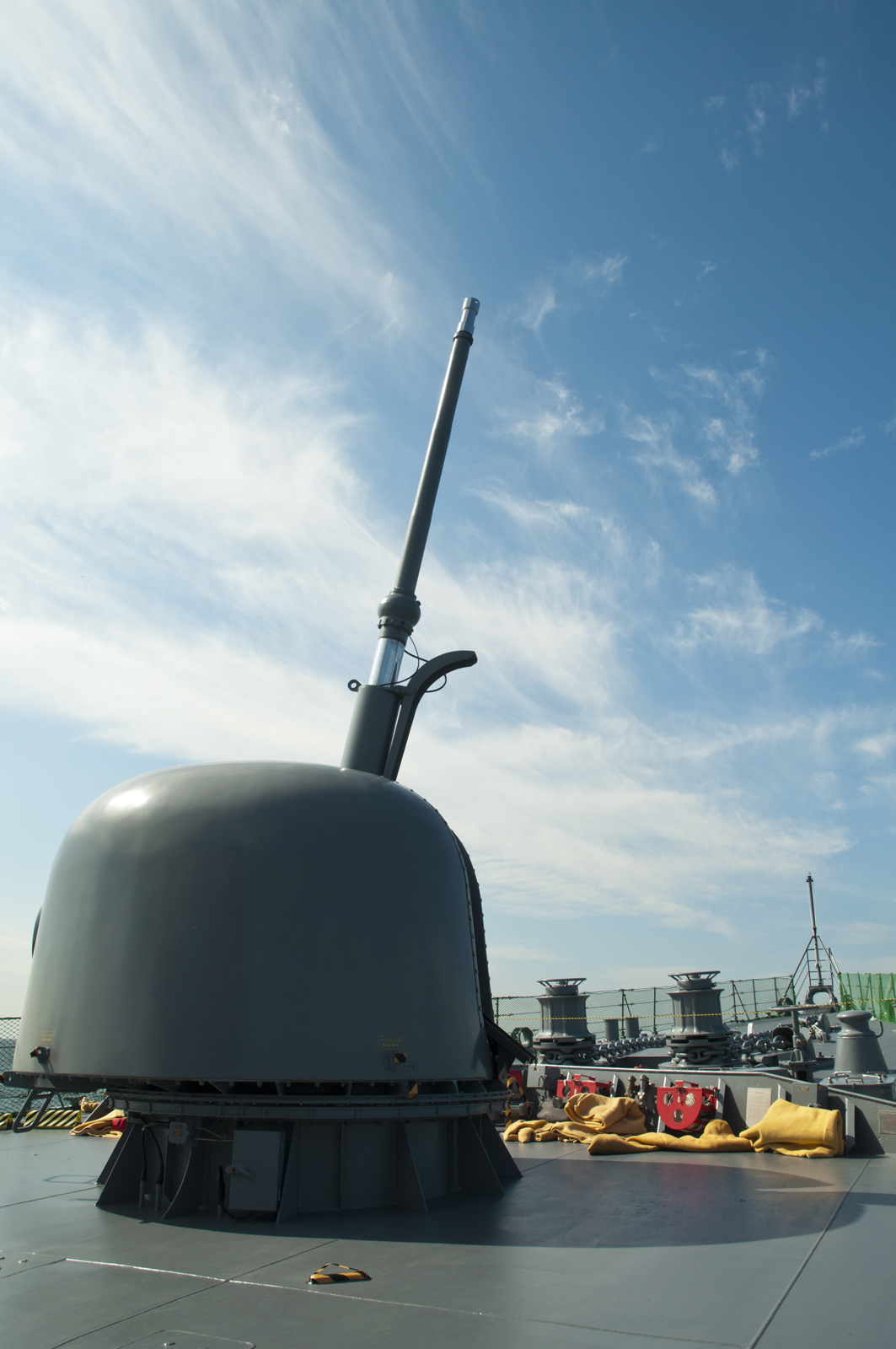
Najwyższy stopień podniesienia lufy

### Afryka
- Algieria
- Egipska Marynarka Wojenna
- Maroko
- South African Navy
- Tunezja

### Ameryka Południowa
- Armada de la República Argentina
- Armada de Chile
- Ekwador
- Kolumbia
- Peru
- Wenezuela

### Ameryka Północna
- Royal Canadian Navy
- Armada de México
- US Navy

### Azja

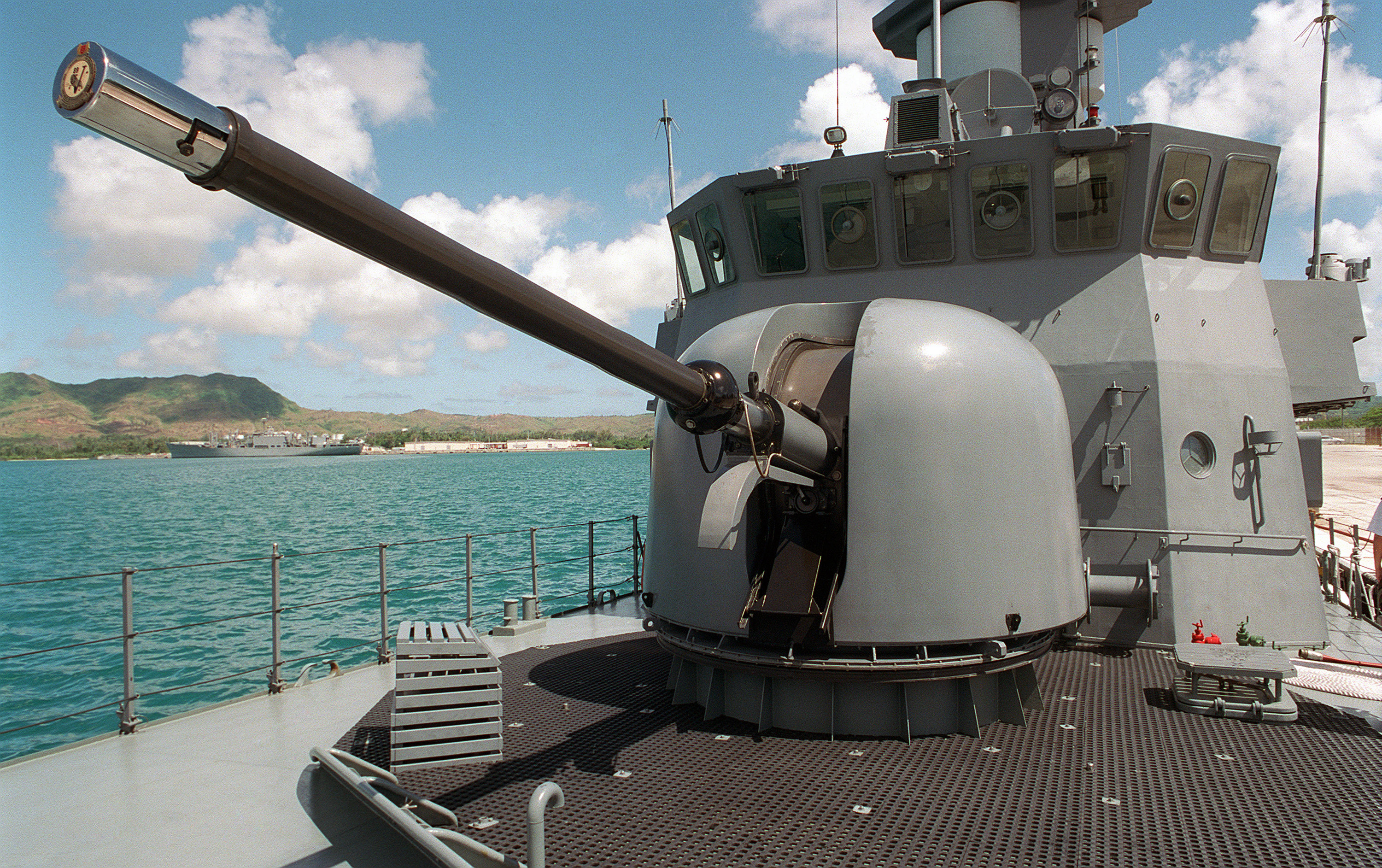
76mm OTO Melara na singapurskiej korwecie RSS „Valour”

- Bangladesz
- Filipiny
- Indyjska Marynarka Wojenna
- Marynarka Wojenna Indonezji
- Iran
- Izraelski Korpus Morski
- Japońskie Morskie Siły Samoobrony
- Korea Południowa
- Królewska Malezyjska Marynarka Wojenna
- Oman

- Republika Chińska
- Singapur
- Sri Lanka
- Tajlandia
- Turecka Marynarka Wojenna
- Marynarka Wojenna Wietnamu
- Zjednoczone Emiraty Arabskie

### Europa

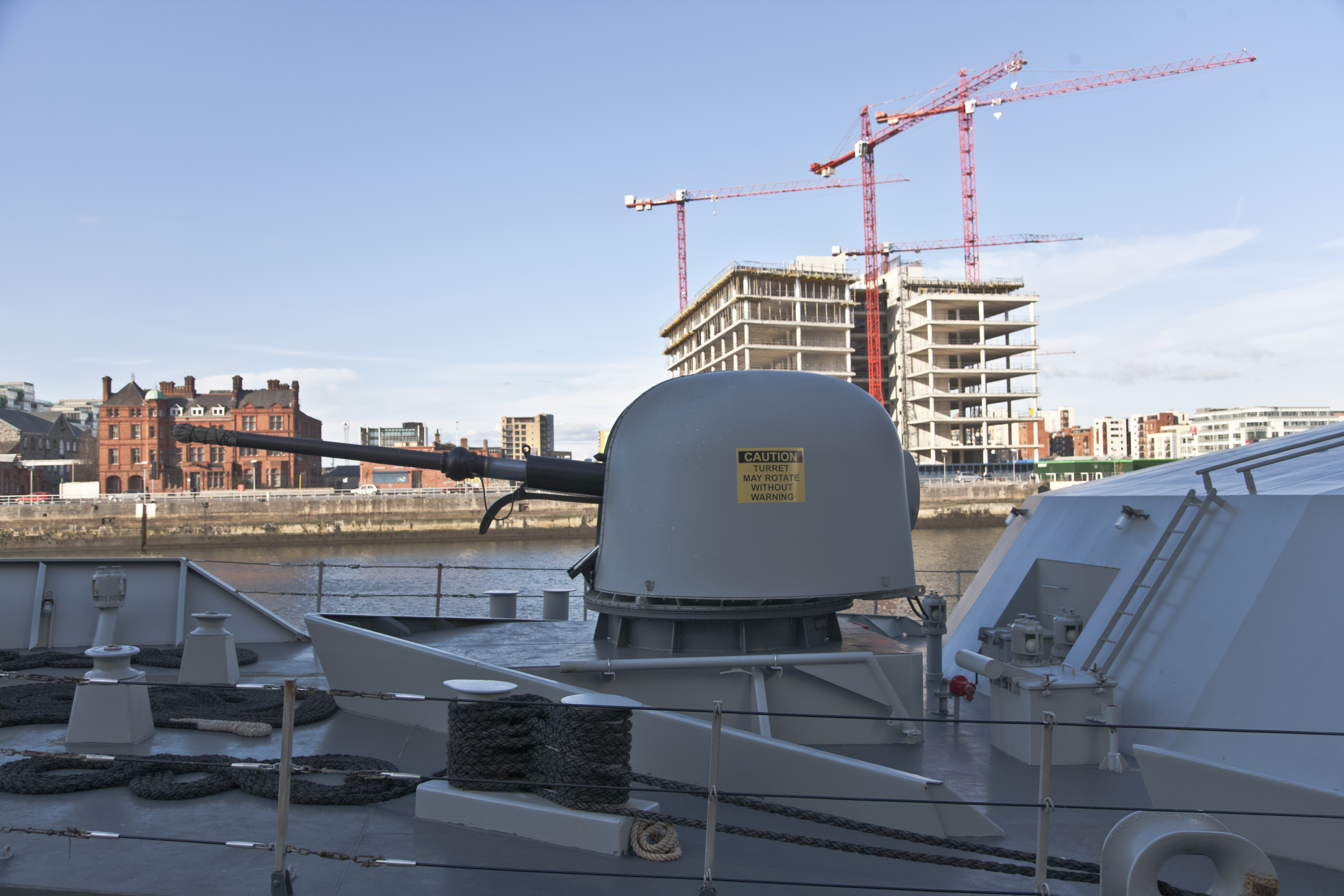
76mm OTO Melara na irlandzkim patrolowcu „LÉ Niamh”

- Belgia
- Kongelige Danske Marine
- Marine nationale
- Deutsche Marine
- Polemiko Naftiko

- Irlandia
- Marina Militare
- Koninklijke Marine
- Marynarka Wojenna[10]
- Marinha Portuguesa
- Forțele Navale Române
- Armada Española

### Oceania
- Royal Australian Navy